# Arkadiusz Reca
Arkadiusz Reca, né le 17 juin 1995 à Chojnice en Pologne, est un footballeur international polonais qui évolue au poste d'arrière gauche au Legia Varsovie.

## Biographie

### Carrière en club
Né à Chojnice en Pologne, Arkadiusz Reca commence le football avec le club de sa ville natale, le Chojniczanka Chojnice. Il évolue dans les divisions inférieures du championnat de Pologne, avant de rejoindre le Wisła Płock, club avec lequel il est promu en première division polonaise.
Le 9 juin 2018, Reca rejoint l'Italie, s'engageant avec l'Atalanta Bergame. Il joue son premier match sous ses nouvelles couleurs le 16 août 2018, lors d'une rencontre de Ligue Europa contre l'Hapoël Haïfa. Il s'agit également de sa première apparition en coupe d'Europe. Reca est titulaire ce jour-là et son équipe s'impose par deux buts à zéro. Il prend part à son premier match de Serie A contre le Frosinone Calcio. Il entre en jeu à la place de Berat Djimsiti lors de ce match remporté largement par son équipe (0-4).
Peu utilisé à l'Atalanta par Gian Piero Gasperini, il est prêté le 28 août 2019 pour une saison à la SPAL, qui évolue alors en Serie A. Bien qu'il soit régulièrement titulaire, il ne parvient pas à aider son équipe à se maintenir, la SPAL terminant dernier du championnat et donc relégué à l'issue de la saison.
Le 25 septembre 2020, Arkadiusz Reca est à nouveau prêté pour une saison, cette fois au FC Crotone, tout juste promu en Serie A. Il fait sa première apparition sous les couleurs de Crotone face au Milan AC, le 27 septembre, en championnat. Son équipe s'incline ce jour-là (0-2). Il inscrit son premier but pour Crotone, et dans le championnat italien, le 12 décembre de la même année contre le Spezia Calcio. Il participe ainsi à la victoire des siens (4-1).
Le 29 août 2021, Arkadiusz Reca est une nouvelle fois prêté, cette fois-ci à la Spezia Calcio, pour une saison avec obligation d'achat.
Le 18 juillet 2025, Arkadiusz Reca s'engage en faveur du Legia Varsovie pour une durée de trois ans, soit jusqu'au 30 juin 2028.

### En sélection
Reca joue son premier match avec l'équipe de Pologne espoirs le 6 septembre 2016 contre la Hongrie. Il est titularisé et les deux équipes se neutralisent (1-1 score final).
Le 7 septembre 2018 Arkadiusz Reca honore sa première sélection avec l'équipe nationale de Pologne lors d'une rencontre face à l'Italie. Il est titulaire et les deux équipes se neutralisent (1-1).
Alors qu'il était pressenti pour participer à l'Euro 2020 avec la Pologne après sa saison pleine à Crotone, Reca doit déclarer forfait, touché au ménisque en mai 2021.